# Black Friday (1945)
Pour les articles homonymes, voir Black Friday.
Seconde Guerre mondiale
Batailles
Campagnes du Danemark et de Norvège
- Incident de l'Altmark
- Opération Wilfred
- Opération Weserübung
- Plan R 4
- Campagne de Norvège
- Bataille du détroit de Drøbak
- Bataille de Midtskogen
- Bataille de Narvik
- Opération Hammer
- Bataille de Dombås
- Forteresse d'Hegra
- Bataille de Vinjesvingen
- Opération Alphabet
- Opération Juno
- Îles Féroé
- Invasion de l'Islande
- Groenland
- Opération Doomsday

Front d’Europe de l’ouest
Front d’Europe de l’est
Campagnes d'Afrique, du Moyen-Orient et de Méditerranée
Bataille de l’Atlantique
Guerre du Pacifique
Guerre sino-japonaise
Le 9 février 1945, une force aérienne alliée composée essentiellement de chasseurs lourds Bristol Beaufighter subit de lourdes pertes au cours d'une attaque ratée sur le destroyer allemand Z33 (en) et ses navires d'escorte. L'opération a été, a posteriori, surnommée Black Friday (« Vendredi noir ») par les équipages survivants alliés.
Les navires allemands avaient trouvé refuge dans le fjord Førde, en Norvège, où ils tenaient une solide position défensive obligeant les avions alliés à attaquer sous la menace directe d'armes anti-aériennes. Les Beaufighter et leur escorte de North American P-51 Mustang ont également été surpris par douze chasseurs Focke-Wulf Fw 190 allemands de l'escadron Jagdgeschwader 5 de la Luftwaffe. Lors de l'attaque, deux des navires allemands seront endommagés  pour la perte de 10 appareils alliés (7 Beaufighters  par des canons antiaériens et deux autres plus un P-51 abattus par les Fw 190). Quatre ou cinq chasseurs allemands ont été abattus par les avions alliés, dont un piloté par l'as Rudi Linz (en).
La décision d'attaquer le Z33 et son escorte, plutôt qu'un groupe de navires marchands à proximité était conforme aux ordres du Coastal Command de l'amirauté britannique. Les lourdes pertes subies lors du raid amena dans les opérations ultérieures la préférence d'une attaque sur des navires de commerce à la place des destroyers et petits navires de guerre. En outre, un autre escadron de P-51 Mustang sera déployé pour protéger des chasseurs allemands les aéronefs alliés opérant près de la Norvège.

## Contexte historique
À la suite des victoires alliées en France et en Europe de l’est, l’activité maritime de la flotte de surface allemande est en grande partie confinée à la partie inférieure de la Baltique et des eaux norvégiennes à la fin de l'année 1944. La Kriegsmarine dut se contenter des ports suédois pour continuer la bataille de l’Atlantique et acheminer vers l'Allemagne les matières premières suédoises, vitales à l'effort de guerre allemand. Quand La mer Baltique fut prise par les glaces durant l’hiver 1944-45, le seul port encore disponible pour transporter minerai de fer suédois était celui de Narvik, au nord de la Norvège.
En réponse à l'augmentation croissante du trafic maritime allemand dans les eaux norvégiennes, le Costal Command de la Royal Air Force transféra sept squadrons spécialisés dans la lutte antinavire, des bases de l’est de l’Angleterre vers le nord de l'Écosse, pendant les mois de septembre et d’octobre 1944. Trois escadrons dotés de bombardiers légers De Havilland DH.98 Mosquito furent stationnés sur la base RAF de Banff (en) (Écosse) pendant que le No. 18 Group RAF (en) composé de quatre squadrons de chasseurs lourds Bristol Beaufighter furent transférés vers la base RAF de Dallachy (en). Ce groupe était composé de vétérans de la lutte antinavire en Mer du nord., à savoir le No. 144 de la Royal Air Force, le No. 404 de la Royal Canadian Air Force, le No. 455 de la Royal Australian Air Force, et le No. 489 de la Royal New Zealand Air Force.
Les attaques menées depuis Banff forcèrent rapidement les navires allemands voyageant le long des côtes norvégiennes, à naviguer de nuit et à s'abriter au cœur des fjords pendant la journée. Afin de débusquer ces navires, le Costal Command engageait quotidiennement l'ensemble de ses appareils dans des patrouilles sur le littoral norvégien, allant de Skagerrak à Trondheim. Durant cette période, l'aviation alliée chercha à développer une tactique consistant à envoyer deux éclaireurs en avance sur la patrouille principale ; ces avions, pilotés par un équipage expérimenté, devaient alors pénétrer dans les fjords à la recherche de cible, que les patrouilles normales auraient pu rater.
À partir de décembre 1944, ces patrouilles furent régulièrement escortées par des chasseurs Mustang Mk III (version anglaise du P-51 Mustang) et ainsi que par des avions de sauvetage, Vickers Warwick. Un seul escadron de Mustang était disponible à cette période, ces chasseurs à long d'action étaient avant tout assignés à la couverture des raids des bombardiers lourds au-dessus de l'Allemagne. La chasse allemande avait commencé à intervenir au-dessus de la côte norvégienne dès décembre, et à la fin du mois suivant, il était courant que les appareils alliés, opérant dans cette zone, fussent pris à partie par des groupes d'une trentaine de chasseurs. En mars 1945, la Luftwaffe alignait 85 chasseurs monomoteurs et environ 45 chasseurs lourds bimoteurs, opérant depuis dix à douze aérodromes répartis au sud de Trondheim.
Durant les premières semaines de 1945, une grande partie des opérations alliées furent annulées en raison des conditions climatiques hivernales désastreuses. Le 15 janvier, les DH-98 de Banff furent interceptés par 30 Fw 190 du III. Gruppe de la Jagdgeschwader 5 (III./JG 5), durant un raid sur Leirvik. Le résultat de la confrontation sera de 5 Mosquito perdus pour 5 Fw 190 abattus. Le 9 février, les groupes de chasse 9./JG 5 et 12./JG 5 (commandé par le Leutnant Rudi Linz, As allemand de 28 ans aux 69 victoires) de la Jagdgeschwader 5 sont transférés à Herdia, près de Bergen, soit approximativement 105 km au sud du fjord de Førde.
Le destroyer Z33 (en) de la Classe Narvik entra en service à partir de février 1943. Il servit dans les eaux norvégiennes à partir de juillet de cette même année et put combattre à de nombreuses reprises. Il fut d'ailleurs le dernier destroyer de la Kriegsmarine à quitter le nord de la Norvège pour l'Allemagne, le 5 février 1945. Il était prévu que son sister-ship Z31, de retour de carénage à Bergen à la suite de gros dommages infligés durant les combats du 28 janvier 1945 (en), le rejoignît en mer Baltique pour former une escadre vers leur destination commune. Cependant, le Z33 s'échoua le 7 février 1945 près de Burfjord, endommageant son arbre d'hélice et mettant hors service ses deux moteurs. Il fut alors pris en remorque jusqu'à Trondheim pour réparations. Le Z33 et ses deux remorqueurs trouvèrent refuge dans le fjord de Førde durant ce jour du 9 février en attendant de poursuivre vers Trondheim à la faveur de la nuit.

## Bataille

### Prélude
Au matin du 9 février, une patrouille de routine de deux Beaufighters du no.489 (RNZAF), le long de la côte norvégienne débusque un navire marchand de 1,500 tonnes dans le nord du fjord de Stöng. Continuant vers le nord, ils sont étonnés de trouver un destroyer de classe Narvik accompagné d'un dragueur de mines et de deux bateaux antiaériens dans le fjord de Førde. La patrouille finit par apercevoir cinq autres grands navires marchands dans le Nord de Gulen, ainsi que deux dragueurs de mines et un bateau antiaérien près de Bremanger. Le commandement allié, à la différence de ses pilotes, était déjà au courant que le Z33 devait se trouver dans ce secteur, grâce aux écoutes des transmissions radio allemandes décryptées par Ultra.
Les unités de la base RAF de Dallachy se préparaient à mener l'attaque du groupe de cinq navires de commerce aperçus durant cette patrouille, quand le Costal Command, sous les ordres de l'Amirauté, décida que les bâtiments de guerre devaient être la cible prioritaire,. Ainsi, les squadrons furent assignés à attaquer le Z33 et son escorte, bien que ceux-ci fussent fortement protégés et dans une position défensive favorable.
Le Wing Commander Jack Davenport, qui dirigeait le No.455 Squadron depuis octobre 1944 et désormais promu au No. 18 Group RAF, planifia l'attaque du Z33. Le plan prévoyait que deux éclaireurs se porteraient en avant du gros de la force d'attaque, pour confirmer la localisation précise des bâtiments allemands. Les Beaufighters devaient commencer leur approche par l'est du mouillage, puis virer vers l'ouest afin de mener leur attaque avant de décrocher vers la mer. Davenport chercha ainsi à minimiser les pertes possibles dans ses rangs mais la topologie et le profil étroit du fjord rendait toute l'opération très risquée La direction de la mission fut confiée au Wing Commander Colin Milson, le commandant le No. 455 âgé de 25 ans, qui était un vétéran des missions antinavires en Méditerranée et mer du Nord. Milson émit des réserves en précisant que ce raid serait coûteux en vies humaines, d'autant plus que la fin du conflit approchait, mais accepta de mener l'opération au mieux de ses capacités.
Du côté allemand, l'escadre du Z33 convaincue de l'éminence d'une attaque, s'enfonça plus profondément dans le fjord et organisa sa défense. Le Z33 et ses bâtiments d'escorte se répartirent le long de la côte méridionale du fjord, près du village de Bjørkedal, en s'ancrant fermement dans les pentes abruptes. Pendant ce temps, les autres navires se positionnèrent plus au nord après s'être frayé un chemin dans la banquise à coups de canon,,. L'emplacement des navires était par ailleurs protégé par des batteries de Flak (défense antiaérienne), positionnées sur les rives du fjord.

### L'attaque
Le 9 février 1945 à 13 h 30, 31 Beaufighters menés par le Wg Cdr. Colin Milson décollèrent de la Base RAF Costal Command de Dallachy, située dans le Nord de l'Écosse. L'ensemble des Squadrons de Dallachy prirent part à l'attaque : 9  Beaufighters du No. 144 (RAF) et 3 du No. 489 (RNZAF), avec leurs armement standard de 4 canons de 20 mm et 6 mitrailleuses de 7,7 mm tandis que 11 Beau du No. 404 (RCAF) et 11 autres du No. 455 (RAAF), étaient armés en plus de roquettes RP-3 de 60 Lbs. Cette force d'assaut fut rejointe par son escorte de 10 chasseurs P-51 Mustang du No. 65 RAF ainsi que 2 avions de sauvetage Vickers Warwick ASR  du No. 279 RAF transportant des bateaux de secours parachutables, destinés aux équipages qui tomberaient en mer,.

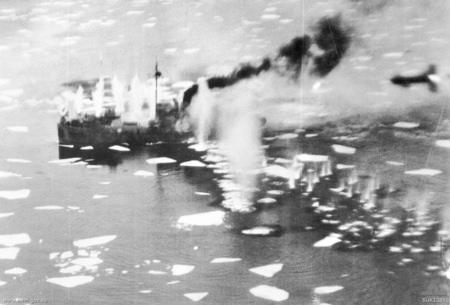
Un bateau allemand strafé dans le fjord de Førde (9 février 1945). A noter, la silhouette d'une roquette RP-3 en haut à droite.
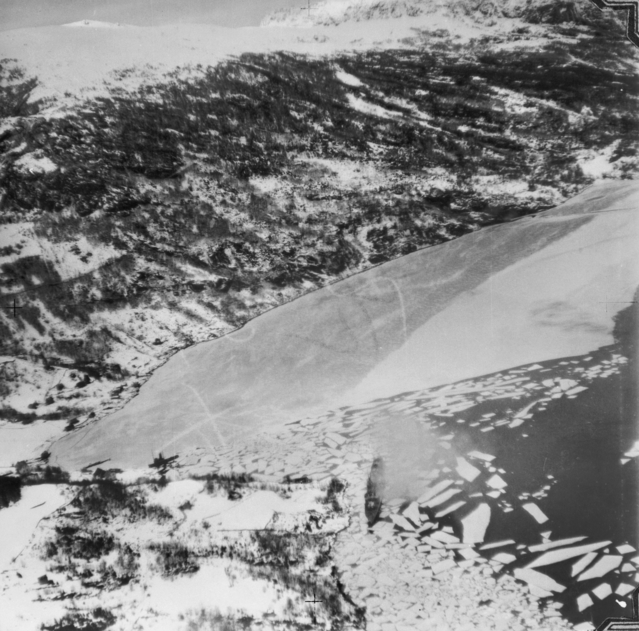
Le destroyer allemand Z33 dans le fjord de Forde, visible en bas de l'image et son remorqueur en attente plus haut à gauche (9 février 1945).

À 15 h 40, sitôt la côte norvégienne atteinte, deux Beaufighters du No. 489 se détachent de la force principale en tant qu'éclaireurs. Les deux appareils firent leur apparition au-dessus du fjord de Førde à l'endroit précis où les navires allemands avaient été vus le matin même.
À 15 h 50, un message radio parvient à Milson l'informant que les navires ne sont plus là. Les deux éclaireurs poussent leur vol de reconnaissance vers l'est et survolent la ville de Førde avant d'explorer le fjord plus au nord. Au cours, de leur vol, ils ne détectent pas les navires allemands qui sont redéployées. Au même moment, douze chasseurs Fw-190 des Staffel 9 et 12 de la Jagdgeschwader 5, décollent de leur base de Helda pour intercepter le gros de l'escadrille de Milson.
Plusieurs minutes plus tard, Milson et son escorte atteignent la côte sud du fjord Førde en volant en direction du nord. À leur grande surprise, les appareils passèrent à la verticale des navires allemands qui les accueillirent par un feu anti aérien nourri, mais aucun avion ne fut touché. Milson fit alors basculer sa formation vers la droite, espérant mener une passe d'est en ouest comme initialement prévue dans le plan. Malheureusement, les parois très abruptes du fjord rendaient toute attaque impossible,. Par conséquent, Milson dirigea ses forces vers l'entrée du fjord à l'est et ordonna à ses Beaufigther d'attaquer les uns après les autres d'ouest en est. Les appareils seraient donc contraints de mener un assaut face aux défenses allemandes, déjà en alerte, avant de redresser pour  s'échapper en passant au-dessus des montagnes escarpées. De plus, l'étroitesse du fjord ne permettait aux aviateurs alliés qu'une attaque frontale, un par un, sur un seul axe, au lieu d'utiliser la tactique habituelle qui consistait à submerger les défenses ennemis en menant des attaques simultanées en plusieurs points.

À 16 h 10, Milton mena son premier groupe et attaqua un navire antiaérien. Il parvient à évacuer le fjord sans avoir été touché, tandis que les Beaufighters suivant s'alignent les uns après les autres pour effectuer leur attaque. C'est à cet instant , que les 12 Fw 190 se mêlent au combat traversant leur rideau de DCA pour attaquer les Beaufighters attendant leur tour pour entrer dans le fjord. les Mustangs britanniques sont surpris mais plongent pour intercepter les chasseurs ennemis,. Une bataille aérienne de grande ampleur s'engage, avec une cinquantaine d'appareils mélangeant combat aérien et attaque de bateaux. C'est à ce jour la plus grande bataille aérienne jamais menée au-dessus de la Norvège.
Les combats firent rage jusqu'à 16 h 25. À ce moment, les navires allemands avaient abattu sept Beaufighters. Les Fw 190 revendiquèrent deux autres Beaufighters et un Mustang III au cours de l'engagement. Le No. 404 Squadron avait à lui seul perdu 6 appareils sur les 11 engagés.Au total, les pertes alliées s'élevaient à 14 aviateurs tués et 4 prisonniers de guerre. Le raid endommagea le Z33 ainsi que plusieurs autres bâtiments allemands. Quatre ou cinq Fw 190 furent également abattus. L'As Rudi Linz et un autre aviateur allemand furent tués,,. Les pertes de la Kriegsmarine furent de quatre marins tués à bord du Z33 et trois autres sur le chalutier armé VP6808. Il est fort probable que les autres navires allemands aient aussi subi des pertes.